# Resultados do Carnaval de Recife em 2018
Estes são os resultados do Carnaval de Recife em 2018.

## Escolas de Samba

### Grupo Especial
- 1- Gigante do Samba
- 2º - Galeria do Ritmo
- 3º - Pérola do Samba
- 4º - Estudantes de São José

### Grupo 1
- 1- Unidos da Vila Escailabe
- 2º - Imperiais do Ritmo
- 3º - Rebeldes do Samba

## Maracatu de Baque Solto

### Grupo Especial
- 1º - Cruzeiro do Forte
- 2º - Pavão Dourado (Tracunhaém)
- 3º - Estrela Dourada (Buenos Aires)
- 3º - Leão de Ouro (Condado)
- 4º - Carneiro Manso (Glória do Goitá)
- 5º - Pantera Nova (Araçoiaba)
- 6º - Gavião da Mata (Glória do Goitá)
- 7º - Estrela Brilhante (Nazaré)

### Grupo 1
- 1º - Leão Formoso (Tracunhaém)
- 2º - Pavão Misterioso (Upatininga/Aliança)
- 3º - Cambinda Brasileira (Nazaré)
- 4º - Leão Mimoso (Upatininga/Aliança)
- 5º - Águia Misteriosa (Nazaré)
- 6º - Leão Vencedor (Chã de Alegria)
- 7º - Águia Dourada (Glória do Goitá)
- 7º - Águia Formosa (Tracunhaém)
- 8º - Estrela de Ouro (Aliança)
- 9º - Estrela de Ouro (Condado)
- 10º - Leãozinho (Aliança)
- 11º - Estrela (Tracunhaém)
- 12º - Leão Bencedor (Carpina)
- 13º - Leão Teimoso (Paudalho)
- 14º - Leão Misterioso (Tracunhaém)
- 15º - Estrela da Serra (Tracunhaém)

### Grupo 2
- 1º - Leão Misterioso (Nazaré)
- 2º - Leão Faceiro (Nazaré)
- 3º - Carneiro da Serra (Glória do Goitá)
- 4º - Leão da Floresta (Vicência)
- 5º - Águia Dourada (Nazaré)
- 6º - Leão Vencedor (Buenos Aires)
- 7º - Cambinda da Lagoa (Itaenga)
- 7º - Leão Teimoso (Lagoa de Itaenga)
- 9º - Leão Formoso (Nazaré)
- 10º - Leão Brilhante (Carpina)
- 11º - Águia Dourada (Carpina)
- 12º - Cambinda Estrela (Itaquitinga)
- 13º - Águia de Ouro (Nazaré)
- 14º - Leão do Norte da Várzea
- 15º - Leão da Serra (Vicência)
- 16º - Cambinda Nova (Nazaré)
- 17 - Leão Dourado (Camaragibe)
- 18º - Cambinda Dourada (Camaragibe)
- 19º - Estrela Formosa (Vicência)

### Grupo de acesso
- 1º - Leão Coroado (Lagoa de Itaenga)
- 2º - Cambindinha (Araçoiaba)
- 3º - Leão Mimoso (Buenos Aires)
- 3º - LeãoZinho (Itaquitinga)
- 4º - Leão de Ouro (Nazaré)
- 5º - Leão das Cordilheiras (Itaenga)
- 6º - Beija Flor (Aliança)
- 7º - Pavão Dourado (Lagoa de Itaenga)
- 8º - Leão Venc. das Flores (Buenos Aires)
- 9º - Estrela da Tarde (Nazaré)
- 10º - Leão da Serra (Carpina)

## Maracatus de Baque Virado

### Grupo Especial
- 1º - M. B. V. Encanto da Alegria
- 2º - M. B. V. Nação Porto Rico
- 3º - M. B. V. Cambinda Estrela do Recife
- 4º - M. B. V. Estrela Brilhante (Recife)
- 5º - M. B. V. Aurora Africana
- 6º - M. B. V. Raízes de Pai Adão
- 7º - M. B. V. Encanto do Pina
- 8º - M. B. V. Leão da Campina
- 9º - M. B. V. Oxum Mirim

### Grupo 1
- 1º - M. B. V. Estrela Dalva

2º - M. B. V. Almirante do Forte
3º - M. B. V. Gato Preto
4º - M. B. V. Cambinda Africano
5º - M. B. V. Nação Tupinambá

### Grupo 2
- 1º - M. B. V. Nação Xangô
- 2º - M. B. V. Nação de Luanda
- 3º - M. B. V. Nação Tigre

### grupo de acesso
- 1º - M. B. V. Linda Flor

## Bois de Carnaval

### Grupo Especial
- 1- Boi Glorioso ( Bonito)
- 2- Boi Ta ta ta
- 3- Mimoso da Bomba do Hemeterio

### Grupo 1
- 1- Boi Misterioso (Limoeiro)
- 2- Boi Fantastico (Arcoverde)
- 3- Boi Malabá

### Grupo 2
- 1- Boi Diamante
- 2-Boi Arcoverde
- 3- Boi Pavao (Limoeiro)

## Ursos

### Grupo Especial
- 1º - Urso Branco do Cangaçá (São Lourenço da Mata)
- 2º - Urso Cangaçá - Água Fria
- 3º - Urso do Ovão
- 4º - Urso da Tua Mãe
- 5º - Pé de Lá (Arcoverde)
- 6º - Urso Pé de Lã (Recife)

### Grupo 1
- 1º - Urso Texaco
- 2º - Urso Panda

### Grupo 2
- 1º - Urso do Vizinho
- 2º - Urso Polo Sul
- 3º - Urso Milindrozo da Joana Bezerra

## Tribos de Índios

### Grupo Especial
- 1º - Índios Tabajaras (Goiana)
- 2º - Orubá
- 3º - Índio Tupiniquins
- 4º - Índio Tupi Guarani

### Grupo de acesso
- 1º - Onça Negra

### Grupo 1
- 1º - Índio Tupi Nambá
- 2º - Índio Canindé Brasileiro (Itaquitinga)
- 3º - Índio Ubirajara

## Troças

### Grupo Especial
- 1º - T. C. M. Azulão em Folia
- 2º - T. C. M. Estrela da Tarde
- 3º - T. C. M. Estou Aqui de Novo
- 4º - T. C. M. Tô Chegando Agora
- 5º - T. C. M. Abanadores do Arruda
- 6º - T. C. M. Batutas de Água Fria
- 7º - T. C. M. Teimoso em Folia

### Grupo de acesso
- T. C. M. Formiga Sabe Que Roça Come

### Grupo 1
- 1º - T. C. M. Camisa Velha
- 2º - T. C. M. O Bagaço é Meu

### Grupo 2
- 1º - T. C. M. Bacalhau do Beco
- 2º - T. C. M. Dragão de Campo Grande
- 3º - T. C. M. Maria no Frevo
- 4º - T. C. M. Babado em Folia
- 5º - T. C. M. Aeromoça em Folia

## Clube de Bonecos

### Grupo Especial
- 1º - C. Boneco O Menino do Pátio de São Pedro
- 2º - C. Boneco Seu Malaquias
- 3º - C. Boneco O Garoto da Ilha do Maruim
- 4º - C. Boneco Linguarudo de Ouro Preto
- 5º - C. Boneco Tô Afim

### Grupo de Acesso
- 1º - C. Boneco O Filho do Homem da Meia Noite

### Grupo 1
- 1º - Raissa no Frevo
- 2º - C. Boneco Garota da Ilha do Maruim

### Grupo 2
- 1º - C. Boneco Meca no Frevo
- 2º - C. Boneco O Sapateiro
- 3º - C. Boneco Dona Xoxo
- 4º - C. Boneco O Filho do Bochechudo
- 5º - C. Boneco Pitu no Frevo
- 6º - C. Boneco Bochechudo de Areias
- 7º - C. Boneco O Menino da Gráfica

## Clube de Frevo

### Grupo Especial
- 1º - C. C. M. Das Pás
- 2º - C. C. M. Bola de Ouro
- 3º - C. C. M. Girassol da Boa Vista
- 4º - C. C. M. Maracangalha
- 5º - Transporte em Folia

### Grupo 1
- 1º - C. C. M. Coqueirinho de Beberibe
- 2º - C. C. M. Toreiro de Santo Antonio
- 3º - Lavadeiras de Areias
- 4º - C. C. M. Tubarões do Pina

## Blocos de Pau e Corda

### Grupo Especial
- 1º - B. C. M. Amante das Flores (Camaragibe)
- 2º - B. C. M. Com Você no Coração
- 3º - B. C. M. Com Amor a Você
- 4º - B. C. M. Banhistas do Pina
- 5º - B. C. M. Lírio da Lira

### Grupo de acesso
- 1º - Bloco Lírico Flor Camará

### Grupo 1
- 1º - B. C. M. Madeira do Rosarinho
- 2º - Artesões de Pernambuco
- 3º - B. C. M. Flor da Lira (Recife)
- 4º - Príncipe dos Príncipes

## Caboclinhos

### Grupo 1
- 1º - Cachetes (Goiana)
- 2º - Taquaraci
- 3º - Tupinambá (Jaboatão)
- 4º - Candidé (Cavaleiro)
- 5º - Flexa Negra da Tribo Truká
- 6º - Flexa Negra (Recife)
- 7º - 07 Flexas (Recife)

### Grupo 2
- 1º - Pena Branca de Goiana
- 2º - Tapuya Canindé (Goiana)
- 3º - Tayguara
- 4º - Tupi Guarani (Camaragibe)
- 5º - Canindé (São Lourenço da Mata)
- 6º - Caetés
- 7º - Tupinambá (Goiana)